# Гільєрме Олівейра Сантос
Гільєрме Олівейра Сантос (порт. Guilherme Oliveira Santos, нар. 5 лютого 1988, Жекіе) — бразильський футболіст, лівий захисник, що грав за два десятки бразильських і іноземних клубних команд.

## Ігрова кар'єра
Народився 5 лютого 1988 року в місті Жекіе. Вихованець футбольної школи клубу «Васко да Гама». Дорослу футбольну кар'єру розпочав 2007 року в основній команді того ж клубу, в якій протягом сезону взяв участь у 24 матчах чемпіонату.
На початку 2008 року юний бразилець перебрався до Європи, приєднавшись до іспанської «Альмерії». У новій команді провів два з половиною сезони, так і не ставши її основним лівим захисником. Влітку 2010 року був відданий в оренду до друголігового «Реал Вальядолід», де відіграв півроку.
Навесні 2011 року повернувся на батьківщину, приєднавшись до «Атлетіко Мінейру». Протягом 2010-х років змінював команди зазвичай по декілька разів на рік. Встиг пограти за команди понад десятка бразильських клубів, а також на Кіпрі за «Анортосіс» у 2016–2017 роках та в Японії за «Джубіло Івата» у 2018.
У січні 2022 року на правах вільного агента став гравцем команди «Понте-Прета». 